# Алтай, Аманжол Дуйсенбайулы
Аманжол Дуйсенбайулы Алтай (каз. Аманжол Дүйсенбайұлы Әлтай; 31 августа 1971, Жанааркинский район, Карагандинская область, КазССР, СССР) — казахстанский учёный филолог, поэт-импровизатор, мастер айтыса, доктор филологических наук (2009), профессор (2014). Депутат Мажилиса Парламента Казахстана VII созыва (с марта 2022 года).
Заслуженный деятель Казахстана (2005), лауреат премии имени Чокана Валиханова за лучшее научное исследование в области гуманитарных наук (2018). Победитель республиканских, международных айтысов акынов.

## Биография
Родился 31 августа 1971 года в селе Актубек Жанааркинского района Жезказганской области. Происходит из подрода ракпанкул-мойын рода куандык племени аргын..
В 1993 году окончил филологический факультет Карагандинского государственного университета и начал свою трудовую деятельность в этом же учебном заведении.
С 1993 по 2000 год — преподаватель кафедры казахской литературы Карагандинского государственного университета имени Е. А. Букетова.
С 2000 по 2005 год — Старший преподаватель кафедры казахской и зарубежной литературы Евразийского национального университета им. Л. Н. Гумилева.
С 2005 по 2014 — доцент кафедры казахской и зарубежной литературы ЕНУ им. Л. Н. Гумилева.
С 2014 года по настоящее время — профессор кафедры казахской и зарубежной литературы ЕНУ.
С 2014 года — Член союза писателей Казахстана.
С марта 2022 года — Депутат Мажилиса Парламента Казахстана VII созыва от партии «Amanat».

## Награды и звания
- 1999 — Государственная молодежная премия Правительства Республики Казахстан «Дарын» в номинации народного творчества.
- 2005 — Почётные звания «Қазақстанның еңбек сіңірген қайраткері» (Заслуженный деятель Казахстана) — за вклад в развитие национального искусства и общественную активность.[3]
- 2012 — Почётные звания и премии «Лучший преподаватель ВУЗа — 2012»
- 2015 — Медаль «Ыбырай Алтынсарин»
- 2016 — Медаль международной организации «ТURKSOY». (Анкара)
- 2018 — Премия имени Ч. Ч. Валиханова за лучшее научное исследование в области гуманитарных наук за работу «Казахская детская поэзия: генеалогическое, типологическое, поэтическое развитие»
- 2019 — Указом президента РК от 29 ноября 2019 года награждён орденом «Курмет» —за значительный вклад в национальное искусство и науку и общественную активность.[4]
- Правительственные медали, в том числе:
  - 2001 — Медаль «10 лет независимости Республики Казахстан»
  - 2016 — Медаль «25 лет независимости Республики Казахстан»
  - 2018 — Медаль «20 лет Астане»
- Почётный гражданин г. Караганды (24 ноября 2021)

## Научные, литературные труды
В 2000 году защитил кандидатскую диссертацию на данную тему: «Образ героя Агыбай в казахской литературе».
В 2009 году защитил докторскую диссертацию на тему: «Казахская детская поэзия: генеалогия, типология, поэтическое развитие».

### Основные работы
- Әлтай А.Д. каз. Айтыс өнерінің осы дәуір қоғамындағы рөлі.
- Әлтай А.Д. каз. Ақын-жыраулар поэзиясы.
- Әлтай А.Д. каз. Ақындар поэзиясы – жаңа мазмұндағы әдебиет бастауы.
- Әлтай А.Д. каз. Қазақ балалар поэзиясы: генеалогия, типология, поэтикалық даму.